# Chùa Đá Trắng
Chùa Đá Trắng (Bạch Thạch Tự) nằm về phía bắc cầu Nhơn Mỹ huyện Tuy An, Phú Yên, giáp Quốc Lộ 1A. Được xây cất nơi triền núi Đá Trắng nên chùa mang tên Bạch Thạch Tự.

## Lịch sử chùa
Năm 1793, Thiền sư Pháp Chuyên (Diệu Nghiêm) đến đây dựng cất một thảo am dịch kinh Hoa Nghiêm. Bốn năm sau, ngài kiến tạo một ngôi chùa lá mái đồ sộ.
Năm 1889, chùa được vua Thành Thái ban sắc tứ.
Năm 1929, chùa bị hỏa hoạn, chùa mở cuộc lạc quyên khắp nơi để đại trùng tu.

## Đặc sản
Xoài Đá Trắng trong khuôn viên chùa khi chín màu vàng tươi, ngọt thơm dịu nhẹ. Thời Nguyễn đây là vật phẩm tiến vua. Mỗi năm vào tết Đoan Ngọ tỉnh Phú Yên phải dâng vua từ 1000 đến 2000 quả xoài.